# Slavče
Obec Slavče (j. č., tedy: ta Slavče, do Slavče, ve Slavči) se nachází v okrese České Budějovice, kraj Jihočeský. Žije zde 723 obyvatel.

## Části obce
Obec Slavče se skládá ze šesti částí na čtyřech katastrálních územích:
- Slavče (k. ú. Slavče u Trhových Svinů)
- Dobrkovská Lhotka (i název k. ú.)
- Keblany (i název k. ú.)
- Lniště (k. ú. Mohuřice)
- Mohuřice (i název k. ú.)
- Záluží (leží v k. ú. Slavče u Trhových Svinů)

## Historie
První písemná zmínka o vsi (in villa Slawczi) pochází z roku 1394.

## Příroda
V katastrálním území Keblany leží přírodní památka Ďáblík.

## Pamětihodnosti
- Kostel svatého Filipa a Jakuba, novogotický z let 1903 až 1906
- Kaplička